# Clossiana kamtschadalis
Clossiana kamtschadalis är en fjärilsart som beskrevs av Adalbert Seitz 1909. Clossiana kamtschadalis ingår i släktet Clossiana och familjen praktfjärilar. Inga underarter finns listade i Catalogue of Life.